# Goddelau-Wolfskehlen
Goddelau-Wolfskehlen war eine kurzlebige frühere Gemeinde im südhessischen Kreis Groß-Gerau, die die zwei benachbarten Orte Goddelau und Wolfskehlen umfasste und nach wenigen Jahren in der neu geschaffenen Kommune Riedstadt aufging. 

## Geografische Lage
Das Gemeindegebiet von Goddelau-Wolfskehlen lag in der Ebene des Hessischen Ried westlich von Darmstadt und südlich von Groß-Gerau. Die beiden Ortskerne liegen zwei Kilometer voneinander entfernt, Goddelau im Süden und Wolfskehlen im Norden. 

## Geschichte
Die Gemeinde Goddelau-Wolfskehlen entstand am 1. Juli 1973 durch freiwilligen Zusammenschluss der bis dahin selbständigen Gemeinden Goddelau und Wolfskehlen. Im Zuge der Gebietsreform in Hessen wurde diese Neubildung dreieinhalb Jahre später am 1. Januar 1977 kraft Gesetzes mit den Gemeinden Crumstadt, Erfelden und Leeheim zur Gemeinde Riedstadt zusammengeschlossen, der im Jahr 2007 die Stadtrechte verliehen wurden.

## Verkehr
Goddelau und Wolfskehlen sind verkehrsgünstig miteinander verbunden durch die Bundesstraße 44  und mit je einem S-Bahn-Halt an der Bahnstrecke Mannheim–Frankfurt am Main.